# Ото фон Бисмарк (1897 – 1975)
 Тази статия е за Ото фон Бисмарк (дипломат, р. 1897).  За немския райхканцлер вижте Ото фон Бисмарк.  
Ото Кристиан Архибалд фон Бисмарк (на немски: Otto Christian Archibald von Bismarck) е германски дипломат и политик от Германската национална народна партия, Националсоциалистическата германска работническа партия и Християндемократическия съюз.

## Биография
Бисмарк е роден на 25 септември 1897 година в Шьонхаузен в семейството на Херберт фон Бисмарк и през 1904 година наследява семейната титла принц на Бисмарк. Той е внук на германския канцлер Ото фон Бисмарк и брат на участника в антинацистката съпротива Готфрид фон Бисмарк-Шьонхаузен.
Ото фон Бисмарк завършва право в Кил, през 1924 година е избран за депутат, а през 1927 година постъпва на дипломатическа служба, като работи в Стокхолм (1927 – 1928) и Лондон (1928 – 1937), а през 1940 – 1943 година е посланик в Рим. През 50-те години се връща в политическия живот като представител на християндемократите и от 1953 до 1965 година отново е депутат. Избиран е за заместник-председател на Парламентарната асамблея на Съвета на Европа през 1959 – 1960 и 1961 – 1966 година. През 1965 година е награден с Федерален кръст за заслуги.

Ото фон Бисмарк умира на 24 декември 1975 година в наследственото имение Фридрихсру край Аумюле.
|  | Тази страница частично или изцяло представлява превод на страницата Otto Christian Archibald von Bismarck в Уикипедия на английски. Оригиналният текст, както и този превод, са защитени от Лиценза „Криейтив Комънс – Признание – Споделяне на споделеното“, а за съдържание, създадено преди юни 2009 година – от Лиценза за свободна документация на ГНУ. Прегледайте историята на редакциите на оригиналната страница, както и на преводната страница, за да видите списъка на съавторите. ВАЖНО: Този шаблон се отнася единствено до авторските права върху съдържанието на статията. Добавянето му не отменя изискването да се посочват конкретни източници на твърденията, които да бъдат благонадеждни. |

1. ↑  Angehörige des Bundestags / I. -. X. Legislaturperiode //    Архивиран от оригинала.
2. 1 2  I00178287 //   Посетен на 29 октомври 2024 г.